# Tabebuia
Genre
Classification phylogénétique
Tabebuia, ou ipê jaune, est un genre de plantes à fleurs de la famille des Bignoniaceae. Il comprend une centaine d'espèces d'arbres natifs des régions tropicales d'Amérique et qui s'étendent depuis le Mexique jusqu'au nord de l'Argentine.
Il est connu en Guyane sous le nom d'ébène, au Paraguay sous le nom de lapacho et en langue guarani sous celui de tajÿ. Il existe des arbres à fleurs jaunes, blanches et roses.
Il est connu aussi sous le nom Trumpet tree.
Certaines espèces donnent des bois précieux connus sous le nom d'ipé.
Ce genre initialement polyphylétique a été scindé en plusieurs genres distincts en 2007 : Tabebuia, Handroanthus et Roseodendron

## Galerie

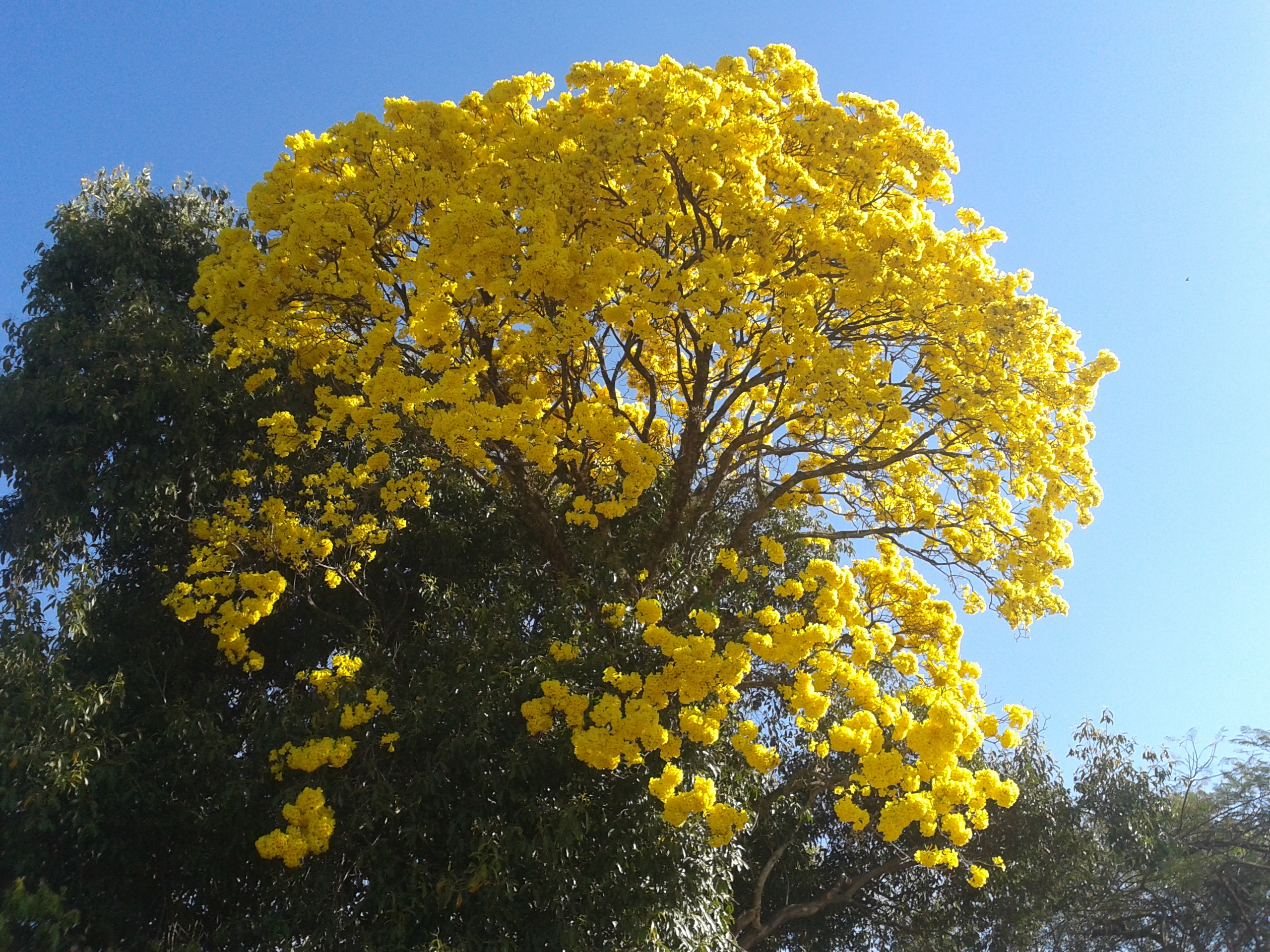
Tabebuia chrysotricha.
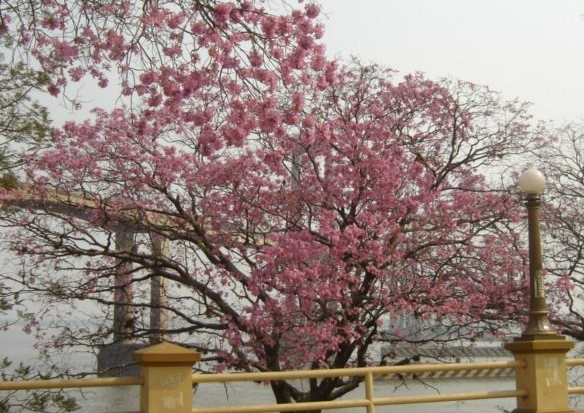
Tabebuia impetiginosa en fleur.
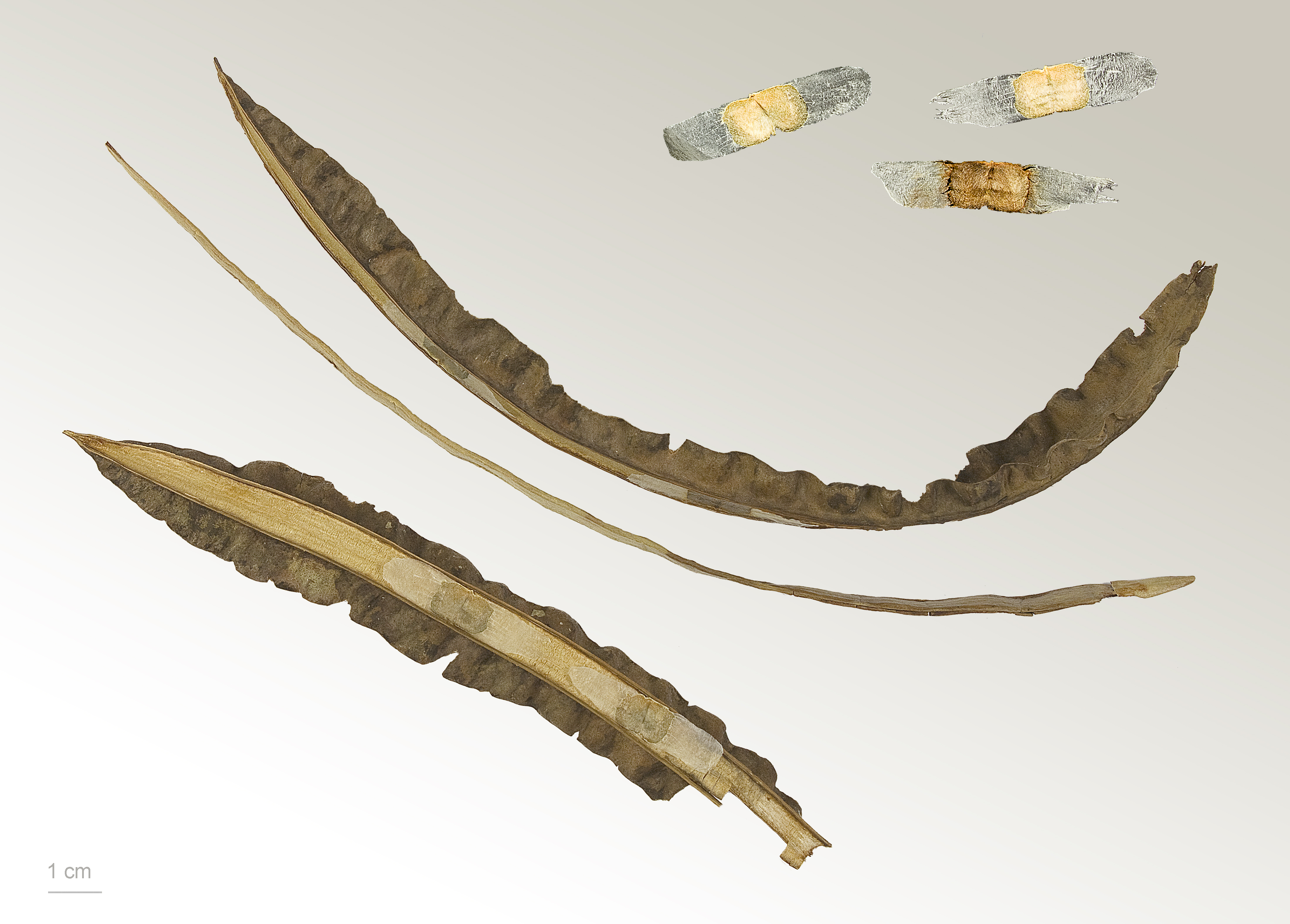
Tabebuia sp. au Muséum de Toulouse.

## Différentes espèces
- Tabebuia acrophylla - nom correct : Handroanthus albus (Chamisso) Mattos, Loefgrenia
- Tabebuia actinophylla
- Tabebuia acunana
- Tabebuia affinis
- Tabebuia alba
- Tabebuia anafensis
- Tabebuia angustata
- Tabebuia anisophylla
- Tabebuia apiculata
- Tabebuia aquatilis
- Tabebuia araliacea - nom correct : Handroanthus serratifolius (Vahl) S. Grose
- Tabebuia arenicola
- Tabebuia argentea
- Tabebuia arianeae - nom correct : Handroanthus arianeae (A. H. Gentry) S. Grose
- Tabebuia arimaoensis
- Tabebuia aesculifolia
- Tabebuia atrovirens
- Tabebuia aurea (Manso) 
Benth. & Hook.f. ex S.Moore
- Tabebuia avellanedae
- Tabebuia bahamensis
- Tabebuia barbata - nom correct : Handroanthus barbatus (E. Mey.) Mattos
- Tabebuia berterii
- Tabebuia beyeri
- Tabebuia bibracteolata
- Tabebuia billbergii - nom correct : Handroanthus billbergii (Bur. & K.Schum.) S. Grose
- Tabebuia botelhensis - nom correct : Handroanthus botelhensis (A. H. Gentry) S. Grose
- Tabebuia brevipes
- Tabebuia brigandina
- Tabebuia brooksiana
- Tabebuia buchii
- Tabebuia bullata
- Tabebuia bureauvii - nom correct : Handroanthus bureavii (Sandwith) S. Grose
- Tabebuia bureavii
- Tabebuia calcicola
- Tabebuia calderoni
- Tabebuia calderonii
- Tabebuia caleticana
- Tabebuia camagueyensis
- Tabebuia candicans
- Tabebuia capitata - nom correct : Handroanthus capitatus (Bureau ex. K. Schum.) Mattos
- Tabebuia capotei
- Tabebuia caraiba
- Tabebuia cassinoides
- Tabebuia catarinensis - nom correct : Handroanthus catarinensis (Gentry) S. Grose
- Tabebuia chapadensis
- Tabebuia chrysantha (Jacq.) Nichols. - nom correct : Handroanthus chrysanthus (Jacq.) S. Grose
- Tabebuia chrysea - nom correct : Roseodendron chryseum (Blake) Miranda
- Tabebuia chrysotricha - nom correct : Handroanthus chrysotrichus (Mart. ex DC) Mattos
- Tabebuia citrifolia
- Tabebuia clementis
- Tabebuia coartata
- Tabebuia conferta
- Tabebuia coralibe - nom correct : Handroanthus coralibe (Standley) S. Grose
- Tabebuia cordata
- Tabebuia cowellii
- Tabebuia crassifolia
- Tabebuia crispiflora
- Tabebuia cristata - nom correct : Handroanthus cristatus (Gentry) S. Grose
- Tabebuia cuneifolia
- Tabebuia curtissii
- Tabebuia del-riscoi
- Tabebuia densifolia
- Tabebuia dentata
- Tabebuia dictyophylla
- Tabebuia diluvialis
- Tabebuia dolichopoda
- Tabebuia domingensis
- Tabebuia dominicensis
- Tabebuia donnell-smithii Rose - nom correct : Roseodendron donnell-smithii (Rose) Miranda
- Tabebuia dracocephaloides
- Tabebuia dubia
- Tabebuia dugandii
- Tabebuia dura
- Tabebuia ecuadorensis
- Tabebuia ekmanii
- Tabebuia elegans
- Tabebuia elliptica
- Tabebuia elongata
- Tabebuia erosa
- Tabebuia excisa
- Tabebuia eximia
- Tabebuia fallax
- Tabebuia flavescens
- Tabebuia floccosa
- Tabebuia fluviatilis
- Tabebuia furfuracea
- Tabebuia fuscata
- Tabebuia gemmiflora
- Tabebuia geronensis
- Tabebuia glaucescens
- Tabebuia globiflora
- Tabebuia glomerata
- Tabebuia gonavensis
- Tabebuia gracilipes
- Tabebuia grisebachii
- Tabebuia guayacan - nom correct : Handroanthus guayacan (Seeman) S. Grose
- Tabebuia haemantha (Bertol. ex Spreng.) DC.
- Tabebuia heptaphylla - nom correct : Handroanthus heptaphyllus (Vell.) Mattos
- Tabebuia heterophylla (DC.) Britt., Poirier-pays
- Tabebuia heteropoda
- Tabebuia heterotricha - nom correct : Handroanthus ochraeus subsp. heterotrichus (DC) S. Grose
- Tabebuia hotteana
- Tabebuia hypodictyon
- Tabebuia hypolepra
- Tabebuia hypoleuca
- Tabebuia ilicifolia
- Tabebuia impetiginosa - nom correct : Handroanthus impetiginosus (Mart. Ex DC) Mattos
- Tabebuia inaequipes
- Tabebuia incana - nom correct : Handroanthus incanus (A. H. Gentry) S. Grose
- Tabebuia insignis
- Tabebuia ipe
- Tabebuia jackiana
- Tabebuia jamaicensis
- Tabebuia japurensis
- Tabebuia jaucoensis
- Tabebuia jojoana
- Tabebuia lanceolata
- Tabebuia lapacho
- Tabebuia latifolia
- Tabebuia lapacho - nom correct : Handroanthus lapacho (K. Schum.) S. Grose
- Tabebuia latifolia
- Tabebuia leonis
- Tabebuia lepidophylla
- Tabebuia lepidota
- Tabebuia leptoneura
- Tabebuia leptopoda
- Tabebuia leucoxyla
- Tabebuia libanensis
- Tabebuia lindahlii
- Tabebuia linearis
- Tabebuia litoralis
- Tabebuia longiflora
- Tabebuia longipes
- Tabebuia lopezii
- Tabebuia lucida
- Tabebuia magnolioides
- Tabebuia mansoana
- Tabebuia maestrensis
- Tabebuia maxonii
- Tabebuia mexicana
- Tabebuia micrantha
- Tabebuia microphylla
- Tabebuia millsii
- Tabebuia moaensis
- Tabebuia mogotensis
- Tabebuia multinervis
- Tabebuia myrtifolia
- Tabebuia neochrysantha - nom correct : Handroanthus ochraeus subsp. neochrysanthus (A. H. Gentry) S. Grose
- Tabebuia nervosa
- Tabebuia neurophylla
- Tabebuia nicaraguensis
- Tabebuia nigripes
- Tabebuia nipensis
- Tabebuia nivea
- Tabebuia nodosa
- Tabebuia obovata
- Tabebuia obscura - nom correct : Handroanthus obscurus (Bur. ex. K Schum.) Mattos
- Tabebuia obtusifolia
- Tabebuia ochracea - nom correct : Handroanthus ochraeus (Cham.) Mattos
- Tabebuia odontodiscus
- Tabebuia oligolepis
- Tabebuia ophiolithica
- Tabebuia ophiticola
- Tabebuia orinocensis
- Tabebuia ostenfeldii
- Tabebuia ovatifolia
- Tabebuia pachyphylla
- Tabebuia pallida
- Tabebuia palmeri
- Tabebuia palustris
- Tabebuia paniculata
- Tabebuia papyrophloios
- Tabebuia pedicellata - nom correct : Handroanthus pedicellatus (Bur. ex K. Schum.) Mattos
- Tabebuia pentaphylla
- Tabebuia perelegans
- Tabebuia perfae
- Tabebuia pergracilis
- Tabebuia petrophila
- Tabebuia picotensis
- Tabebuia pilosa
- Tabebuia pinetorum
- Tabebuia pisoniana
- Tabebuia piutinga
- Tabebuia platyantha
- Tabebuia polyantha
- Tabebuia polymorpha
- Tabebuia potamophila
- Tabebuia pulcherrima - nom correct : Handroanthus pulcherrimus (Sandwith) S. Grose
- Tabebuia pulverulenta
- Tabebuia pumila - nom correct : Handroanthus pumilus (A. H. Gentry) S. Grose
- Tabebuia punctatissima
- Tabebuia pyramidata
- Tabebuia reticulata
- Tabebuia revoluta
- Tabebuia ricardii
- Tabebuia richardiana
- Tabebuia rigida Urban
- Tabebuia riodocensis - nom correct : Handroanthus riodocensis (A. H. Gentry) S. Grose
- Tabebuia riparia
- Tabebuia roraimae
- Tabebuia rosea (Bertol.) DC.
- Tabebuia roseo
- Tabebuia roseo-alba
- Tabebuia rubriflora
- Tabebuia rufescens J.R.Johnston
- Tabebuia rufinervis
- Tabebuia rugosa
- Tabebuia sagraei
- Tabebuia samanensis
- Tabebuia sanguinea
- Tabebuia sauvallei
- Tabebuia savannarum
- Tabebuia saxicola
- Tabebuia schumanniana Urban
- Tabebuia schunkevigoi
- Tabebuia selachidentata - nom correct : Handroanthus selachidentatus (A. H. Gentry) S. Grose
- Tabebuia serratifolia (Vahl) Nichols. - nom correct : Handroanthus serratifolius (Vahl) S. Grose
- Tabebuia sessifolia
- Tabebuia sessilifolia
- Tabebuia setulosa
- Tabebuia shaferi
- Tabebuia simplicifolia
- Tabebuia speciosa
- Tabebuia spectabilis
- Tabebuia spongiosa - nom correct : Handroanthus spongiosus (Rizzini) S. Grose
- Tabebuia stenocalyx
- Tabebuia striata
- Tabebuia subcordata
- Tabebuia suberosa
- Tabebuia subsessilis
- Tabebuia subtilis - nom correct : Handroanthus subtilis (Sprague & Sandwith) S. Grose
- Tabebuia tortuensis
- Tabebuia trachycarpa
- Tabebuia trinitensis
- Tabebuia triorbicularis
- Tabebuia triphylla
- Tabebuia truncata
- Tabebuia turquinensis
- Tabebuia uleana - nom correct : Handroanthus uleanus (Kraenzl) S. Grose
- Tabebuia uliginosa
- Tabebuia umbellata - nom correct : Handroanthus umbellatus (Sonder) Mattos
- Tabebuia vellosoi - nom correct : Handroanthus vellosoi (Toledo) Mattos
- Tabebuia vinosa
- Tabebuia wrightii
- Tabebuia xanthophylla
- Tabebuia zanonii
- Tabebuia zolyomiana